# Shogo Yoshikawa
Shogo Yoshikawa (født 8. april 1995) er en japansk professionel fodboldspiller.

## Karriere
Han har spillet for flere forskellige klubber i sin karriere, herunder Zweigen Kanazawa.

### FK Banga
2020, 2021, 2022 – FK Banga.